# Toyama
La ciudad de Toyama (富山市 Toyama-shi?) es la capital de la prefectura homónima, Japón. Se encuentra en la costa del mar de Japón, a 200 km al norte de la ciudad de Nagoya y a 300 km al noroeste de Tokio. Tiene un área de 1.241,85 km²y una población de 420.804 habitantes (2005).

## Historia
Históricamente la ciudad de Toyama fue capital de la provincia de Etchu. La ciudad moderna fue incorporada el 1 de abril de 1889.
Entre el 1 y el 2 de agosto de 1945 la ciudad fue bombardeada casi en su totalidad por aviones estadounidenses, acabando con el 96% de la población total de la ciudad que era de 128,000, ya que Toyama era el centro de procesamiento de aluminio y acero.

## Ciudades hermanas
- Durham, Inglaterra
- Durham (Carolina del Norte), Estados Unidos
- Mogi das Cruzes, Brasil
- Qinhuangdao, República Popular de China
- Leongatha, Victoria, Australia